# Scleropactes granulatus
Scleropactes granulatus är en kräftdjursart som först beskrevs av Richardson 1901.  Scleropactes granulatus ingår i släktet Scleropactes och familjen Scleropactidae. Inga underarter finns listade i Catalogue of Life.